# Александър Митрович
Александър Митрович (на сръбски: Александар Митровић; на сърбохърватски: Aleksandar Mitrović) е сръбски футболист, роден на 16 септември 1994 г. в Смедерево, Сърбия. Играе на като нападател. Състезател е за Ал-Хилал и националния отбор на Сърбия.

## Успехи

### Партизан
- Шампион на Сърбия (1): 2012/13

### Андерлехт
- Шампион на Белгия (1): 2013/14
- Суперкупа на Белгия (1): 2014

### Фулъм
- Шампион в Чемпиъншип (1): 2021/22

### Сърбия
- Европейски шампион до 19 г. (1): 2013

### Лични
- В идеалния отбор на Суперлигата в Сърбия (1): 2012/13
- Футболист на годината на Сърбия (1): 2018
- Голмайстор на Чемпиъншип (2): 2019/20, 2021/22